# محمد المالكي (تونسي)
محمد المالكي (25 أغسطس 1889 - 27 أكتوبر 1980)، هو أول رئيس تونسي لنادي الترجي الرياضي التونسي. وشغل منصب رئيس محكمة الإستئناف وعميد جمعية قدماء المعهد الصادقي قرابة خمسين سنة.

## رابط خارجي
رؤساء الترجي الرياضي التونسي